# فربيون كثيف الأوراق
فربيون كثيف الأوراق (الاسم العلمي: Euphorbia densifolia) هو نوع نباتي يتبع جنس الفربيون من الفصيلة اللبنية.